# Cerro Prieto Centro
Cerro Prieto Centro är en ort i Mexiko.   Den ligger i kommunen Jerécuaro och delstaten Guanajuato, i den centrala delen av landet, 160 km nordväst om huvudstaden Mexico City. Cerro Prieto Centro ligger 2 476 meter över havet och antalet invånare är 134.
Terrängen runt Cerro Prieto Centro är huvudsakligen kuperad, men österut är den platt. Runt Cerro Prieto Centro är det ganska glesbefolkat, med 47 invånare per kvadratkilometer. Närmaste större samhälle är Jerécuaro, 15,3 km sydväst om Cerro Prieto Centro. I omgivningarna runt Cerro Prieto Centro växer huvudsakligen savannskog.